# T̈
|  | 제목의 글자 중 유니코드에 없는 글자가 있어서 다른 제목을 씁니다. 이 문서의 올바른 제목은 T̈입니다. |

T̈, ẗ는 로마자 확장 문자의 하나로, 어떤 언어에도 사용되지 않으나 아랍 문자 ة의 로마자 표기에 사용되기도 한다.

## 유니코드
유니코드에는 소문자만 있고 대문자는 별도의 문자로 지정되어 있지 않다. 단, 아예 칠 수 없는 것은 아니며 ̈ (U+0308)로 조합해서 T̈로 할 수 있다. 그러나 나오지 않기도 한다.